# Nicolaus de Autricuía
Nicolaus de Autricuria o Nicolás de Autrecourt (en francés Nicolas d'Autrécourt, nacido en Autrécourt-sur-Aire, cerca de Verdun en 1299; fallecido en Metz el 16 de julio de 1369), fue un filósofo francés nominalista. 

## Estudios
Fue educado en París y obtuvo una licenciatura en Teología y Derecho y una maestría en Artes.

## Filosofía
Nicolaus se conoce principalmente por el desarrollo del escepticismo hasta conclusiones lógicas extremas. A veces se le considera el único filósofo verdaderamente escéptico de la época medieval. Seguidor de las tesis de Guillermo de Ockham, dijo que "lo que de una cosa que se conoce como existencia, no puede deducirse con la evidencia de que algo existe". Negó la evidencia de la causalidad aristotélica. Nicolaus fundó su posición escéptica sobre el argumento que las afirmaciones de conocimiento no eran "reducible al primer principio", es decir, que no era contradictorio negarlas. Sus puntos de vista han sido comparados con los de David Hume, pero se ha sugerido también que las similitudes son superficiales, y no hay evidencia de Nicolaus influenciara a Hume, u otros filósofos modernos, como René Descartes. Si Nicholas estaba comprometido con el escepticismo no es claro, pero el 19 de mayo de 1346 sus puntos de vista fueron condenados por el Papa Clemente VI como heréticos. Nicolaus fue condenado a quemar sus libros públicamente y retractarse, lo que hizo en París en 1347.
En el siglo XIV, Nicolás de Autrecourt consideró que "la materia, el espacio y el tiempo estaban formados por átomos indivisibles", puntos e instantes y que toda la generación y toda corrupción se llevaron y llevan a cabo por el reordenamiento de átomos materiales
También creía que la luz estaba compuesta por pequeños átomos y que las únicas cosas que subsisten son los átomos eternos.
Las similitudes de sus ideas con las de al-Ghazali sugieren que Nicolaus estaba familiarizado con la obra de al-Ghazali, que era conocido como "Algazel" en Europa, ya sea directa o indirectamente a través de Averroes.
Gran parte del conocimiento existente sobre la epistemología Nicolás de Autrecourt deriva de una carta escrita por el maestro Egidius (master Giles) a Nicolás y un extracto de su carta de respuesta a Egidius y de nueve cartas escritas por Nicolaus al teólogo franciscano Bernardus Aretinus (Bernardo de Arezzo). Sin embargo, sólo dos de las nueve cartas sobrevivieron. Algunos fragmentos de las cartas perdidas se indican en los registros de los procedimientos condenatorios contra Nicolaus. Casi nada se sabe acerca de estas dos personas con las que mantuvo correspondencia.